# Stage to Blue River
Stage to Blue River è un film del 1951 diretto da Lewis D. Collins.
È un western statunitense con Whip Wilson, Fuzzy Knight, Phyllis Coates e Lee Roberts.

## Produzione
Il film, diretto da Lewis D. Collins su una sceneggiatura di Joseph F. Poland, fu prodotto da Vincent M. Fennelly per la Silvermine Productions e girato nell'Iverson Ranch a Chatsworth, Los Angeles, California, Il titolo di lavorazione fu Stage from Amarillo.

## Distribuzione
Il film fu distribuito negli Stati Uniti dal 30 dicembre 1951 al cinema dalla Monogram Pictures.

## Promozione
Le tagline sono:
- Six-Gun Law and Order!
- TRIGGER LAW IN TERROR TERRITORY!
- BLAZING SIX-GUNS SOLVE STAGECOACH MYSTERY GRAD! When bandits meddle with the mail, Whip seals their doom with hot lead!
- WHIP'S.45 BRUSHES OUTLAW MOB FROM MORDER-MARKED STAGE TRAIL! When mail bandits rip up the West, a fighting U. S. marshal lays down the law- in a blaze of smoke!
- Six-Gun Law and Order! HOT LEAD SEALS DOOM OF BADLANDS MAIL BANDITS! Whip spins six-gun web around killer ring to get the stage through!